# Xã Lost Creek, Quận Vigo, Indiana
Xã Lost Creek (tiếng Anh: Lost Creek Township) là một xã thuộc quận Vigo, tiểu bang Indiana, Hoa Kỳ. Năm 2010, dân số của xã này là 10.497 người.